# Zdzisław Trojanowski
Zdzisław Jan Trojanowski (ur. 27 maja 1928 w Chodorowie, zm. 20 marca 2006 w Opolu) – polski hokeista, olimpijczyk.
Wychowanek Budowlanych Opole. W latach 1945–1968 występował w Legii Warszawa, z którą zdobył dwa tytuły mistrza Polski. 
11 razy wystąpił w reprezentacji Polski strzelając jedną bramkę. Wystąpił w Igrzyskach Olimpijskich w Oslo w 1952 zajmując wraz z drużyną 6 miejsce. 
Po zakończeniu kariery działacz i trener hokeja.